# Gustave-Bruno-Henri Cavailher
Gustave-Bruno-Henri Cavailher, francoski general, * 1882, † 1981.